# Venus van Dolní Věstonice

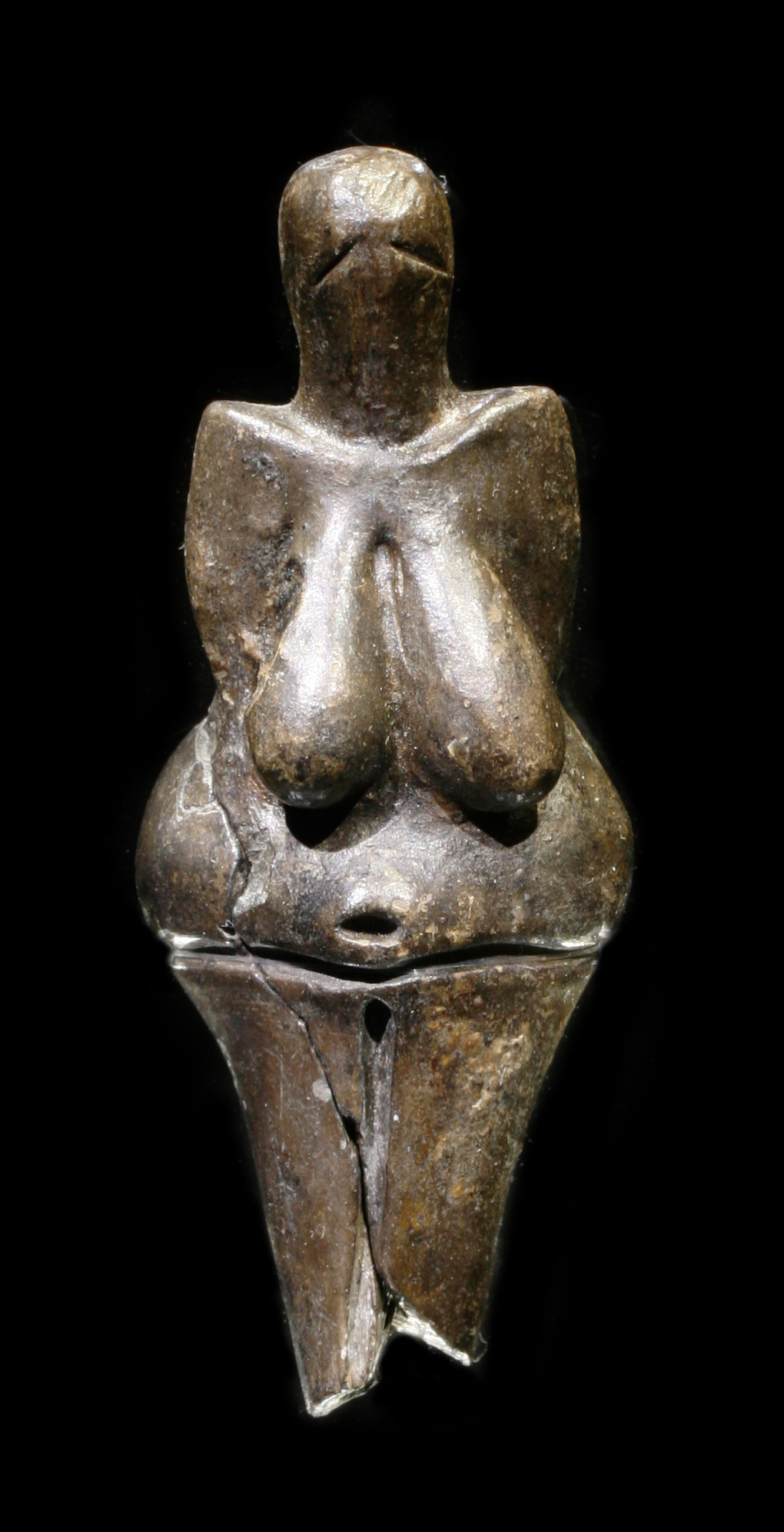
De Venus van Dolní Věstonice

De Venus van Dolní Věstonice is een beeldje van een vrouwelijk naakt van keramiek, een van de oudste voorwerpen van keramiek ter wereld. Het is 111 mm lang en 43 mm breed, gemaakt van een gebakken mengsel van leem en beendermeel en werd in twee stukken gebroken gevonden. Net als bij andere beeldjes uit deze periode zijn de borsten en heupen sterk geaccentueerd maar heeft het gezicht niets individueels; de ogen zijn met schuine spleetjes weergegeven. De ouderdom wordt geschat op 29.000 tot 25.000 v.Chr.; daarmee behoort het tot het Gravettien.
Het beeldje is een van de vondsten uit een omvangrijk archeologisch opgravingsproject dat tussen 1924 en 1938 onder leiding van Karel Absolon werd uitgevoerd bij Dolní Věstonice in het huidige Okres Břeclav (Tsjechië). Het ging om een kamp van mammoetjagers uit de vroege steentijd. Daarbij werden nog talrijke beeldjes gevonden die dieren voorstellen - leeuwen, mammoeten, paarden, neushoorns - en de resten van twee ovens.
Het beeldje wordt bewaard in het Moravisch museum in Brno maar niet tentoongesteld.

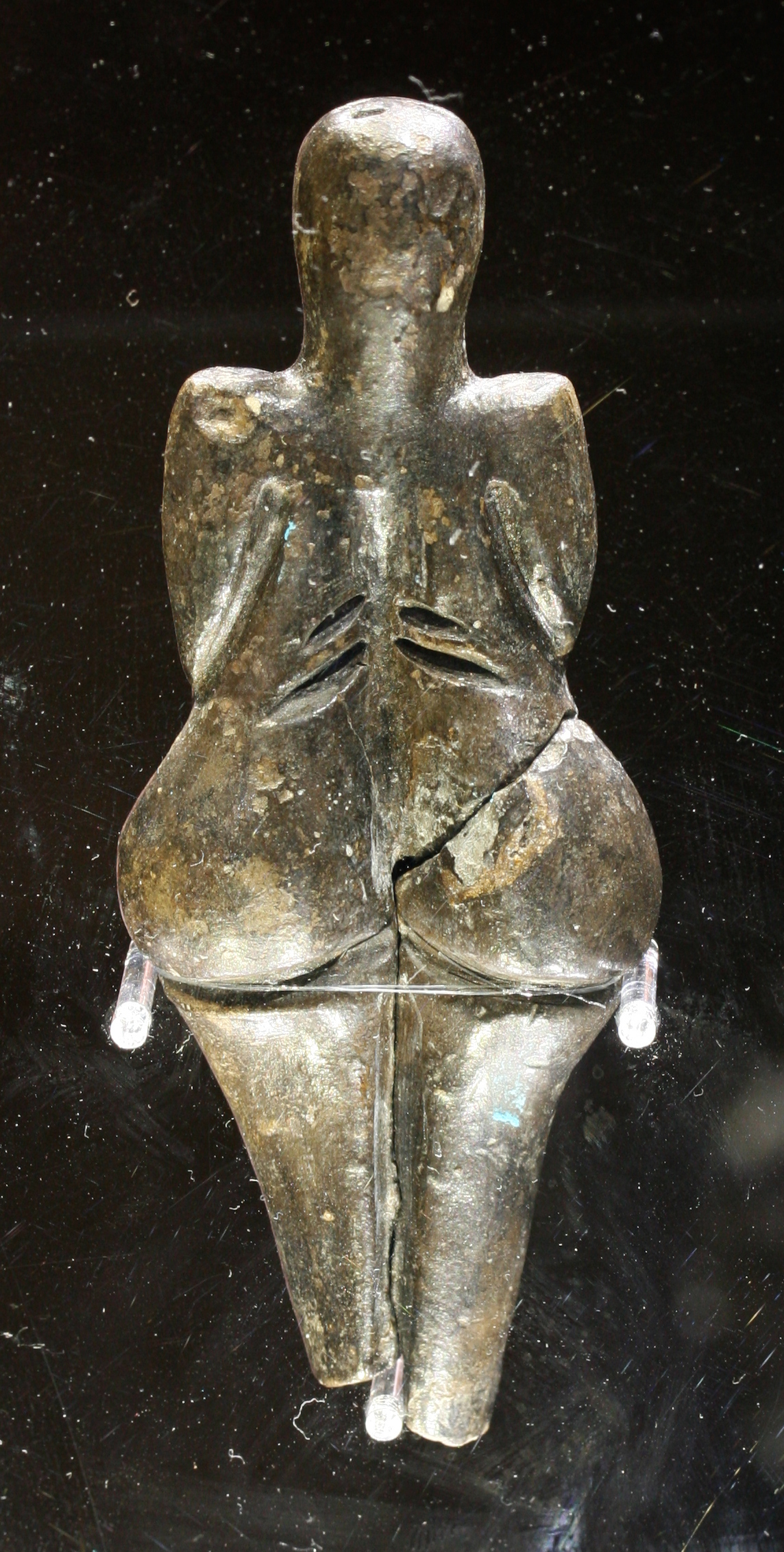
Venus van Dolní Věstonice (achter)
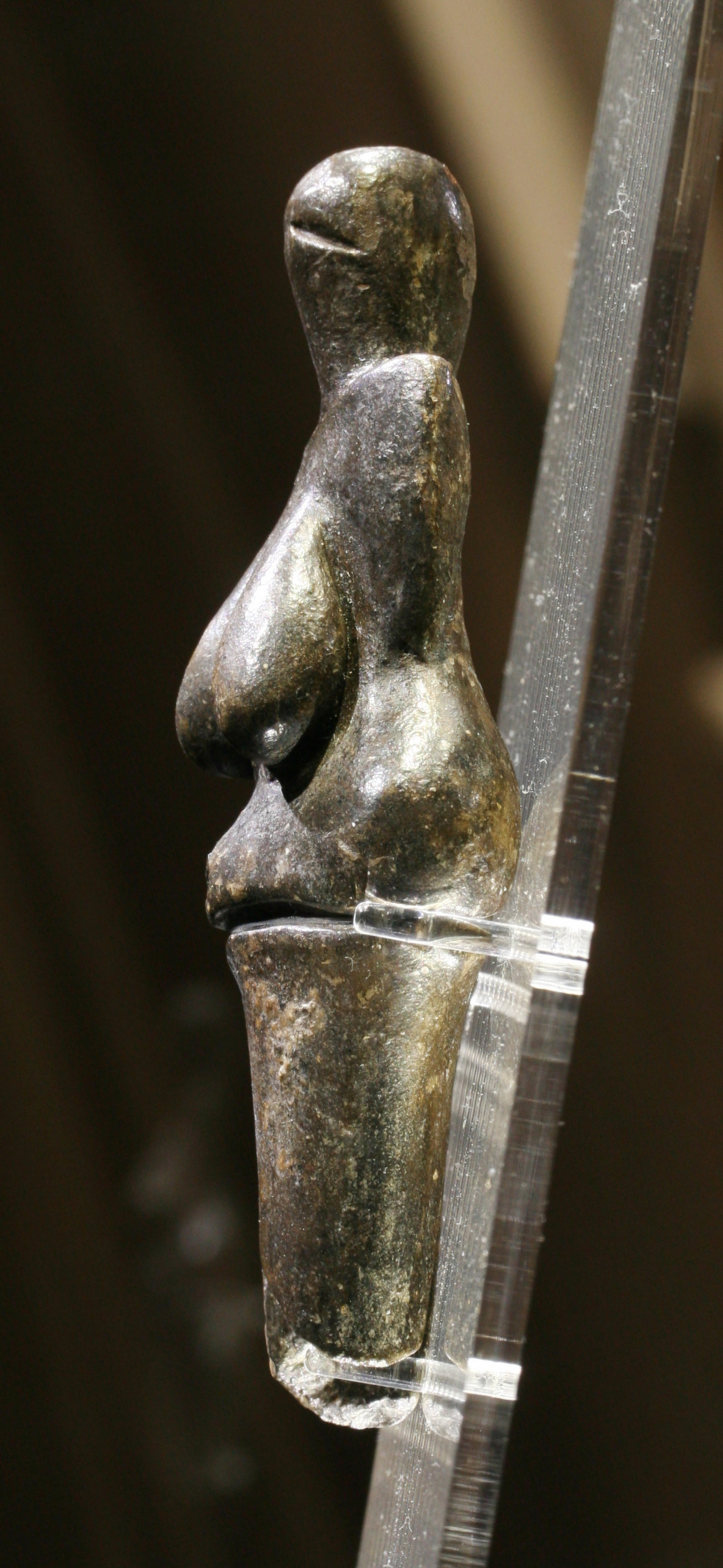
Venus van Dolní Věstonice (links)
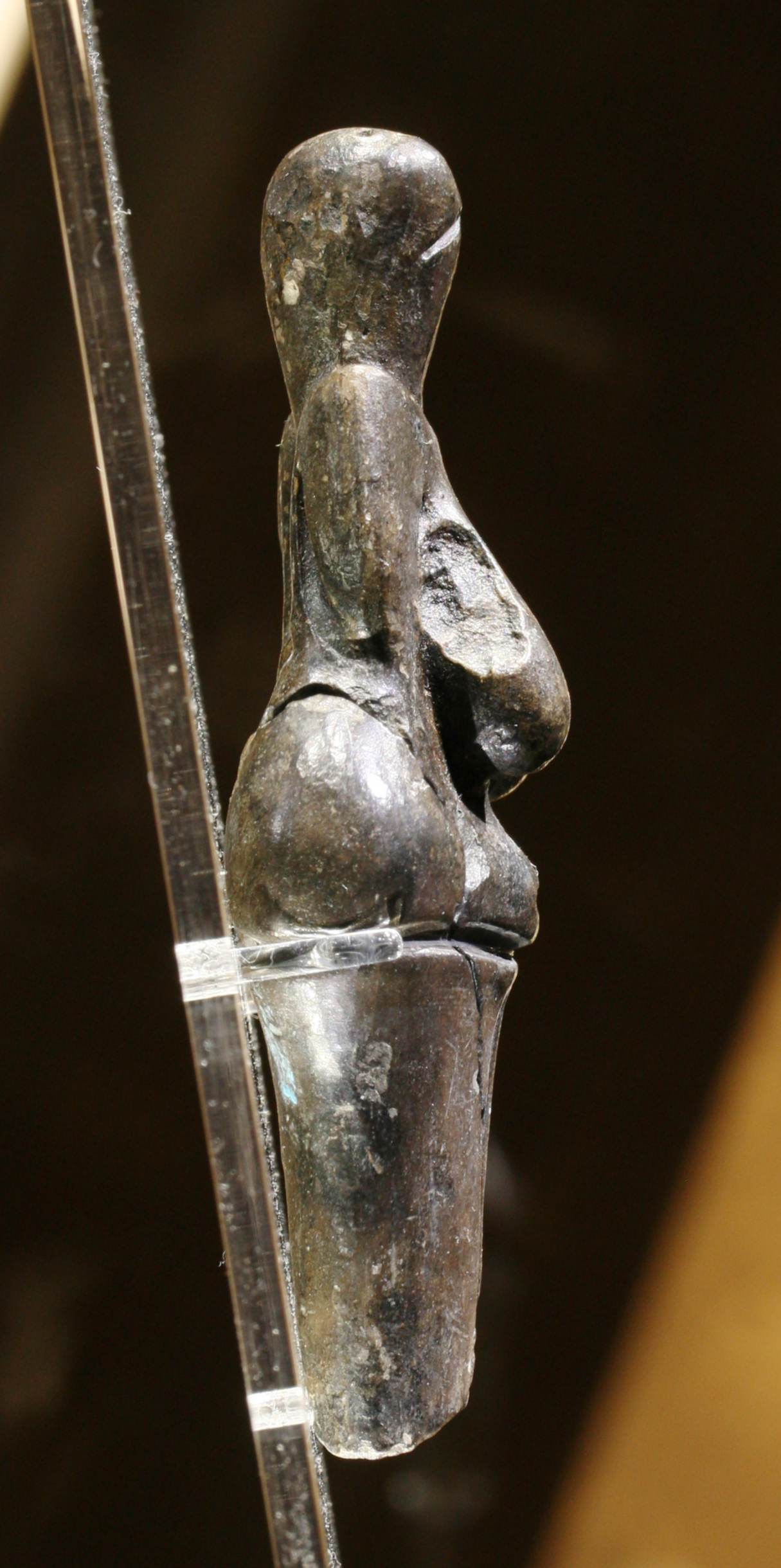
Venus van Dolní Věstonice (rechts)